# Jacob Schram
Jacob Schram est un homme d'affaires norvégien. Il est connu pour être le PDG de Norwegian Air Shuttle (date de prise de fonctions : 1er janvier 2020), la plus grande compagnie aérienne de Scandinavie et la troisième plus grande compagnie aérienne low-cost d'Europe.

## Biographie
Avant de rejoindre Norwegian Air Shuttle, Jacob Schram a travaillé pour McKinsey & Company et McDonald's. Il a ensuite occupé des postes de direction chez Circle K et Statoil Fuel & Retail.
Depuis décembre 2018, il est conseiller chez Antler, un incubateur mondial de startups.
Jacob Schram est titulaire d'un Master of Science en stratégie de l'École de commerce de Copenhague.

## Distinction
- NACS European Industry Leader of the Year, 2017[6]